# Іринотекан
Іринотекан (лат. Irinotecanum, англ. Irinotecan) — напівсинтетичний лікарський препарат із групи камптотетицинів, який за своєю хімічною структурою є аналогом алкалоїду рослини Camptotheca acuminata. Іринотекан застосовується виключно внутрішньовенно. Початок вивчення іринотекану розпочався у 1940 році після відкриття Волтером Монро реліктового дерева Camptotheca acuminata в Південно-Західному Китаї. Дослідник пізніше виявив, що в корі цього дерева міститься речовина камптотецин, яка має протиракову дію. Експерименти із вивчення протипухлинної дії кампотецину розпочались у 1966 році. Проте пізніше встановлено, що, хоча дана речовина має протипухлинну дію, проте вона є малорозчинною, окрім того, отримувати камптотецин можна лише в невеликих кількостях. У подальших дослідженнях були синтезовані напівсинтетичні похідні камптотецину топотекан та іринотекан, які були схвалені FDA для клінічного застосування в 1996 році.

## Фармакологічні властивості
Іринотекан — напівсинтетичний лікарський засіб, який за своєю хімічною структурою є аналогом алкалоїду рослини Camptotheca acuminata. Механізм дії препарату полягає у інгібуванні ферменту топоізомерази І, який бере участь у реплікації ДНК, шляхом стабілізації ковалентного комплексу ферменту і розщепленої нитки ДНК, що є проміжною ланкою каталітичного механізму. Наслідком дії іринотекану є індукція одиничних розривів ланцюга ДНК та гальмування повторного зшивання ДНК, що призводить до гальмування мітозу. Оскільки мітотична активність більш виражена у клітин, які швидко ростуть, то іринотекан більш активний до клітин злоякісних пухлин. Іринотекан найбільш активний до пухлин колоректальної зони, та застосовується для лікування як первинного, так і метастатичного колоректального раку як у вигляді монотерапії, так і в комбінації з 5-фторурацилом і фолієвою кислотою. Іринотекан також активний до дрібноклітинного раку легень, до раку підшлункової залози та раку шийки матки. Найчастіше іринотекан застосовується в лікуванні як первинного, так і метастатичного колоректального раку, у комбінації з 5-фторурацилом і фолієвою кислотою, а також із препаратами платини (оксаліплатином) або капецитабіном Проте застосування препаратів платини в комбінації з іринотеканом призводить до збільшення кількості побічних ефектів, зокрема, фебрильної нейтропенії, діареї, астенічного синдрому, нейротоксичності. Іринотекан може застосовуватися також для лікування розповсюдженого та рецидивуючого раку шийки матки в комбінації з похідними платини (цисплатином, карбоплатином, оксаліплатином), причому така комбінація призводила до значного збільшення побічних ефектів при комбінації іринотекану з цисплатином або карбоплатином, кількість побічних ефектів при застосуванні іринотекану разом із оксаліплатином була дещо меншою. Іринотекан випускається також у ліпосомальній формі, яка схвалена FDA для застосування при раку підшлункової залози. Іринотекан також має здатність інгібувати фермент ацетилхолінестеразу, що призводить до збільшення побічних реакцій, пов'язаних із збільшенням холінергічної активності, та призвести навіть до гострого холінергічного синдрому.

### Фармакокінетика
Іринотекан швидко розподіляється в організмі після внутрішньовенної ін'єкції, після внутрішньовенного застосування біодоступність препарату становить 100 %. Іринотекан швидко метаболізується в організмі до свого активного метаболіта SN-38, максимальна концентрація якого в плазмі крові досягається протягом 1 години. Пізніше активний метаболіт повторно метаболізується у печінці з утворенням неактивних метаболітів. Виводиться препарат із організму переважно з сечею, частково з калом у вигляді метаболітів. Виведення іринотекану з організму трифазне, в першій фазі період напіввиведення неметаболізованого іринотекану становить 12 хвилин, у другій фазі період напіввиведення неметаболізованого препарату становить 2,5 годин. у третій фазі середній період напіввиведення активного метаболіту становить у середньому 14,2 годин. Ліпосомальний іринотекан має період напіввиведення 26 годин, а період напіввиведення його активного метаболіта становить 68 годин. При порушені функції печінки та нирок період напіввиведення іринотекану може збільшуватися.

## Побічна дія
При застосуванні іринотекану характерним побічним ефектом є так званий гострий холінергічний синдром, основними проявами якого є рання діарея, біль у животі, кон'юнктивіт, риніт, артеріальна гіпотензія, підвищене потовиділення, озноб, загальний поганий стан, запаморочення, міоз, підвищення виділення слини. Іншими найчастішими побічними ефектами препарату є:
- Алергічні реакції та з боку шкірних покривів — алопеція, шкірний висип, периферичні набряки, гарячка.
- З боку травної системи — стоматит, діарея або запор, біль у животі, нудота, блювання.
- Зміни в лабораторних аналізах — дуже часто нейтропенія (часто важка), анемія, тромбоцитопенія, підвищення рівня білірубіну в крові.
- Інші побічні ефекти — судоми, задишка, парестезії, самовільні скорочення м'язів.

## Показання
Іринотекан застосовують для лікування колоректального раку в складі комбінованої терапії із 5-фторурацилом і фолієвою кислотою при лікуванні прогресуючого колоректального раку, а також як монопрепарат при лікуванні хворих, у яких попередня терапія 5-фторурацилом була неефективною.

## Протипокази
Іринотекан протипоказаний при підвищеній чутливості до препарату, при вираженому пригніченні функції кісткового мозку, хронічних запальних та обструктивних захворюваннях кишки, значному підвищенні рівня білірубіну, вагітності та годуванні грудьми. Іринотекан не рекомендований до застосування в дитячому віці

## Форми випуску
Іринотекан випускається у вигляді концентрату для приготування розчину для внутрішньовенних інфузій по 20 мг/мл у флаконах по 2, 5, 15, 40; а також у вигляді ліпосомальної форми по 4,3 мг/мл у флаконах по 10 мл.